# 太陽の戦士レオーナ
太陽の戦士レオーナ（たいようのせんしれおーな）は、ZENピクチャーズが制作・販売している特撮系Vシネマシリーズ及びその主人公の名前。

## 概要
2011年以来、通算で20作以上制作・販売が続けられているZENピクチャーズの代表的なシリーズの1つである。
ストーリーは作品ごとに多少の違いはあるものの、惑星「ネバープラネット」からやってきたレオーナが普段は小学校教師(のちに中学校教師)「柔名 結衣」(やわな ゆい)として活動し、大魔王ガルンテら悪の勢力が子供たちを狙うたびに、青と黄色を基調としたハイレグレオタード姿（一部作品ではスカートを着用）のヒロイン・「太陽の戦士レオーナ」に変身してその野望を打ち砕くストーリーになっている。途中で「ヒロインピンチ（ヒロピン）」と呼ばれるヒロイン・レオーナが絶体絶命のシーンが必ず挿入されているのが特徴と言える。
ヒロイン役の女優は毎回変わることになっていたが、2013年以降はグラビアタレントの大川成美がレオーナ役を演じることが多くなり、2017年10月以降は及川奈央主演の外伝1作品を除き、全て大川が演じている。
2021年の『太陽の戦士レオーナDX』にて8年間続いた大魔王ガルンテとの闘いに決着がつき、2022年からはシーズンⅡと新シリーズが続いている。
2018年と2019年にはレオーナによるヒロインショーを主軸とした有観客イベントが開催された。新型コロナウイルス感染症（COVID-19）の流行に伴いイベントが開催されない期間が続いたが、2023年4月1日に4年ぶりの有観客イベント「レオーナフェス」が開催された。

## レオーナ

### 変身
作品によって独自の変身方法があったり、瞬時に変身したりと一定はしていないが、DX以降は「レオーナ・サンパワーオン!」の掛け声で変身するようになる。

### 形態
大川版レオーナは他の形態に変身することが多い。以下はその一覧。
(名称不明1)
アラディーンに苦戦するレオーナを強くしてほしいという三平の願いを聞き入れたランプの魔人の力によって変化した。
ダークレオーナ
「魔人スリラー編」のラストでレオーナが突然変化した姿。黒が基調。この姿ではレオーナ自身の性格も変貌する。「悪魔のゲーム編」を最後に変身することは無くなったが、エジオンとデスラ相手に苦戦した際に三平の不純な願望を聞き入れたペンダントの力で再度変身した。
ミリタリーレオーナ
「遠すぎた戦場」で登場。コスチュームが黄緑色。
(名称不明2)
レオーナがフレア姫から託されたペンダントに宿った人の思いの力によって変身。コスチュームがセミセパレートタイプなのが特徴。DX以降ほとんどの作品でこの形態で怪人を倒している。
シャイニングレオーナ
「魔病院の罠」で登場。コスチュームは白と水色が基調となっている。

### 技
レオーナフラッシュ
右手にエネルギーを集中し、光線として撃ち出す。シリーズ通してこの技で最も多くの怪人を倒している。
レオーナトルネード
右手にエネルギーを集中した後、野球のピッチャーの要領で光の玉を投げつける。連打も可能。対トイザマス戦において披露した即席技が元になっている。大魔王ガルンデはこの技で倒された。
レオーナサンフレイム
レオーナスパーク

## レオーナの周辺人物
三平
演 - 漆崎敬介
漆が丘中学校を20年以上も留年している男。2011年のシリーズ1作目から出演。毎回窮地に陥るレオーナを助ける役回り。結衣がレオーナであることを知ってる設定だったが、DX以降は正体を知らない設定に置き換えられている。先代レオーナこと桐島祥子の夫・章吾とはかつて同級生だった。

## 作品一覧
| DVD発売日      | タイトル                                                                                             | 作品番号 | 主演                                  | 監督     | 脚本       | アクション監督 | 登場怪人 | 概要                                                                                       |
| -------------- | --- | -------- | ------------------------------------- | -------- | ---------- | -------------- | --- | ------------------------------------------------------------------------------------------ |
| 2011年1月28日  | グラドルヒロイン危機一髪!!（R） 太陽の戦士レオーナ                                                   | CGBD-40  | 戸田れい                              | 松浦幹三 | 松浦幹三   | 青龍           | カースラー |                                                                                            |
| 2012年3月9日   | ハイパーセクシーヒロインNEXT 太陽の戦士 レオーナ                                                     | CHSH-09  | 古崎瞳                                | 松浦幹三 | ろくたろう |                | ゼイロン |                                                                                            |
| 2012年6月22日  | ヒロインピンチオムニバス01 太陽の戦士レオーナ                                                        | ZDAD-42  | 高橋亜由美 川奈ゆう                   | 松浦幹三 |            | 青龍           | Drシーカー ガルタフト | 大魔王ガルンテの敗北から1年後という設定。 レオーナが2人登場する作品。                      |
| 2013年3月8日   | ハイパーセクシーヒロインNEXT 太陽の戦士レオーナ 芸術怪人エフデルの罠編                               | CHSH-11  | 村瀬綾里子                            | 松浦幹三 | 西海たかし | 早瀬重希       | 芸術怪人エフデル |                                                                                            |
| 2013年8月23日  | ヒロインピンチオムニバス04 太陽の戦士レオーナV                                                       | ZDAD-60  | 大川成美                              | 松浦幹三 |            |                | 交通魔人アブネージャン | 結衣としての出番はなし。                                                                   |
| 2014年3月28日  | 太陽の戦士レオーナ ネオンジェネシス                                                                  | ZDAD-70  | 大川成美                              | 千葉匡輝 |            |                | 怪人ギニラル | 地球に来て間もない設定で、結衣としての姿も教師ではなく、ギャル風の女性として描かれている。 |
| 2014年7月11日  | ヒロインピンチオムニバス08 太陽の戦士レオーナ お化け怪人ウラメシヤの巻                               | ZDAD-75  | 中村愛美 望月茉莉 萩原明日香 桜井あゆ | 松浦幹三 | 西海たかし | 早瀬重希       | お化け怪人ウラメシヤ | 主役のレオーナの他に、レオーナV、レオーナマスク、レオーナSが登場。                         |
| 2015年1月9日   | バーニングアクション スーパーヒロイン列伝22 太陽の戦士レオーナ ネバープラネット編                    | ZATS-22  | 椿かなり                              | 松浦幹三 |            | 早瀬重希       | | レオーナと後の宿敵となるガルンテとの出会いを描いた。                                       |
| 2015年3月27日  | セクシャルダイナマイトヒロイン06 太陽の戦士レオーナ                                                  | ZDAD-89  | 佐山愛                                | 東村宗介 | 東村宗介   | 早瀬重希       | メズーラ |                                                                                            |
| 2015年8月14日  | ヒロインピンチオムニバス12 太陽の戦士レオーナ ランプ魔人アラディーン編                               | ZDAD-98  | 大川成美                              | 松浦幹三 |            |                | ランプ魔人アラディーン | 結衣としての出番はなし。                                                                   |
| 2016年1月22日  | バーニングアクション スーパーヒロイン列伝24 太陽の戦士レオーナ                                       | ZATS-24  | 月原真阿                              | 松浦幹三 | 西海たかし | 早瀬重希       | ヒーロー魔人ブレイバー |                                                                                            |
| 2016年7月8日   | 太陽の戦士レオーナ 炎の料理魔人ウマイアルヨ編                                                        | ZEOD-18  | 大川成美                              | 松浦幹三 |            |                | 料理魔人ウマイアルヨ |                                                                                            |
| 2017年3月10日  | 太陽の戦士レオーナ おもちゃ魔人トイザマス編                                                          | ZEOD-32  | 大川成美                              | 松浦幹三 |            |                | おもちゃ魔人トイザマス | 結衣としての出番はなし。                                                                   |
| 2017年9月8日   | ヒロインピンチオムニバス19 太陽の戦士レオーナ 夏休み魔人シュクダイン編                               | ZEOD-41  | 星名美津紀                            | 松浦幹三 |            |                | 夏休み魔人シュクダイン |                                                                                            |
| 2017年10月27日 | 太陽の戦士レオーナ 運動会魔人ツナヒキン編                                                            | ZEOD-44  | 大川成美                              | 松浦幹三 |            |                | 運動会魔人ツナヒキン |                                                                                            |
| 2018年4月27日  | 太陽の戦士レオーナ 奇術魔人マジデスカー編                                                            | ZEOD-55  | 大川成美                              | 松浦幹三 |            |                | 奇術魔人マジデスカー | 結衣としての出番はなし。                                                                   |
| 2018年10月26日 | 太陽の戦士レオーナ 筋肉魔人ペイン＆ゲイン編                                                          | ZEOD-65  | 大川成美                              | 松浦幹三 | 西海たかし |                | 筋肉魔人ペイン＆ゲイン PTA魔人ヒステリア |                                                                                            |
| 2019年4月8日   | 【VR】太陽の戦士レオーナ 魔人の復讐                                                                  | ZEVR-01  | 大川成美                              | 松浦幹三 |            |                | 交通魔人アブネージャン 料理魔人ウマイアルヨ 戦闘員 | 「PTA魔人ヒステリア編」とリンクした内容。                                                  |
| 2019年4月12日  | 太陽の戦士レオーナ PTA魔人ヒステリア編                                                               | ZEOD-70  | 大川成美                              | 松浦幹三 | 宮元一志   |                | PTA魔人ヒステリア 交通魔人アブネージャン 料理魔人ウマイアルヨ 筋肉魔人ペイン＆ゲイン | 「筋肉魔人ペイン＆ゲイン編」の続編。結衣としての出番はなし。                               |
| 2019年5月24日  | ヒロインピンチオムニバス24 太陽の戦士レオーナ MAMA                                                   | ZEOD-71  | 及川奈央                              | 松浦幹三 | 宮元一志   | 早瀬重希       | 巨大番長 |                                                                                            |
| 2019年11月8日  | 太陽の戦士レオーナ 不死身魔人スリラー編                                                              | ZEOD-76  | 大川成美                              | 松浦幹三 | 宮元一志   |                | 不死身魔人スリラー | 結衣としての出番はなし。                                                                   |
| 2020年5月22日  | 太陽の戦士レオーナ 食肉魔人カーニバル編                                                              | ZEOD-82  | 大川成美                              | 松浦幹三 | 宮元一志   |                | 不死身魔人スリラー 食肉魔人カーニバル | 「不死身魔人スリラー編」の続編。結衣としての出番はなし。                                   |
| 2020年10月23日 | 太陽の戦士レオーナ 悪魔のゲーム                                                                      | ZDAD-98  | 大川成美                              | 松浦幹三 | 宮元一志   |                | 不死身魔人スリラー 食肉魔人カーニバル PTA魔人ヒステリア | 「食肉魔人カーニバル編」の続編。結衣としての出番はなし。                                   |
| 2021年4月23日  | 太陽の戦士レオーナ 遠すぎた戦場                                                                      | ZEOD-96  | 大川成美                              | 松浦幹三 | 松浦幹三   | 早瀬重希       | 魔人オニグンソー | 結衣としての出番はなし。                                                                   |
| 2021年10月22日 | 太陽の戦士レオーナ DX 前編                                                                           | ZEPE-03  | 大川成美                              | 上倉栄治 | 東村壮介   | 矢那居秀樹     | 交通魔人アブネージャン ランプ魔人アラディーン 料理魔人ウマイアルヨ おもちゃ魔人トイザマス 運動会魔人ツナヒキン 奇術魔人マジデスカー 筋肉魔人ペイン＆ゲイン PTA魔人ヒステリア 戦闘員       |                                                                                            |
| 2021年11月12日 | 太陽の戦士レオーナ DX 後編                                                                           | ZEPE-04  | 大川成美                              | 上倉栄治 | 東村壮介   | 矢那居秀樹     | 交通魔人アブネージャン ランプ魔人アラディーン 料理魔人ウマイアルヨ おもちゃ魔人トイザマス 運動会魔人ツナヒキン 奇術魔人マジデスカー 筋肉魔人ペイン＆ゲイン PTA魔人ヒステリア 魔王ガルンテ |                                                                                            |
| 2022年4月22日  | 太陽の戦士レオーナ SeasonⅡ 炎の戦士アイラと魔僧ガスプーティン登場!                                   | ZEPE-15  | 大川成美 松島くるみ                   | 吉川徹   | 東村壮介   | 早瀬重希       | 魔僧ガスプーティン |                                                                                            |
| 2022年7月8日   | 太陽の戦士レオーナ SEASONⅡ 宇宙暗黒プロレスタッグチャンピオン エジオン＆デスラ                       | ZEPE-19  | 大川成美                              | 上倉栄治 | 東村壮介   | 矢那居秀樹     | エジオン デスラ |                                                                                            |
| 2022年9月23日  | 太陽の戦士レオーナ SEASONⅡ 竜戦士ビリュウと三平に惚れた幽霊                                          | ZEPE-23  | 大川成美                              | 吉川徹   | 東村壮介   | 矢那居秀樹     | 竜戦士ビリュウ ゲンドーグ |                                                                                            |
| 2023年3月10日  | 太陽の戦士レオーナ SEASONⅡ 史上最悪の強敵襲来！[前編] -宇宙魔少女アローマ&教師魔人スパルタン-        | ZEPE-32  | 大川成美                              | 東村宗介 | 東村壮介   | 矢那居秀樹     | 宇宙魔少女アローマ 教師魔人スパルタン |                                                                                            |
| 2023年3月24日  | 太陽の戦士レオーナ SEASONⅡ 史上最悪の強敵襲来！[後編] -その名はレオーナキラー！レオーナ最大の危機！- | ZEPE-33  | 大川成美                              | 吉川徹   | 東村壮介   | 矢那居秀樹     | レオーナキラー・レキーラ 仮面レオーナ |                                                                                            |

## 主題歌
「スーパーレディーの憂いごと」（「不死身魔人スリラー編」「食肉魔人カーニバル編」「悪魔のゲーム」「遠すぎた戦場」）
作詞・作曲・編曲 - 雫切ざくろ / アーティスト - Mint / 協力 - 東中野musiclabo
オープニングのみ使用。「悪魔のゲーム」ではエンディングでも使用された。
「誰にも言えない僕だけの戦い」（「DX 前後編」「炎の戦士アイラと魔僧ガスプーティン登場!」「宇宙暗黒プロレスタッグチャンピオン エジオン＆デスラ」｢竜戦士ビリュウと三平に惚れた幽霊」「史上最悪の強敵襲来！ 前後編」）
作詞・作曲・編曲 - 雫切ざくろ / アーティスト - 大川成美
エンディングで使用。「DX 前後編」ではオープニングでも使用された。「史上最悪の強敵襲来！ 前後編」では間奏部のセリフがオミットされている。

## イベント
- 『ZENスーパーヒロイン アクションステージ』（開催日：2018年10月18日、会場：赤坂CHANCEシアター、出演：大川成美）
- 『ZENスーパーヒロイン アクションステージ 2nd』（開催日：2019年4月6日、会場：新宿LEFKADA、出演：大川成美）
- 『レオーナフェス 2013』（開催日：2023年4月1日、会場：秋葉原 from scratch、出演：大川成美、神楽坂茜、藤岡範子）
- 『レオーナフェス02 autumn』（開催日：2023年9月2日、会場：秋葉原 from scratch、出演：大川成美、佐原麻衣子、藤岡範子）
- 『レオーナフェス03』（開催日：2024年4月6日、会場：秋葉原 from scratch、出演：大川成美、神楽坂茜、宮越虹海、藤岡範子）